# Mézières-au-Perche
Pour les articles homonymes, voir Mézières.
Mézières-au-Perche est une ancienne commune française située dans le département d'Eure-et-Loir en région Centre-Val de Loire : le 1er janvier 2018, Mézières-au-Perche a fusionné avec Bullou et Dangeau dans la commune nouvelle de Dangeau.

## Géographie

### Situation

Situation géographique
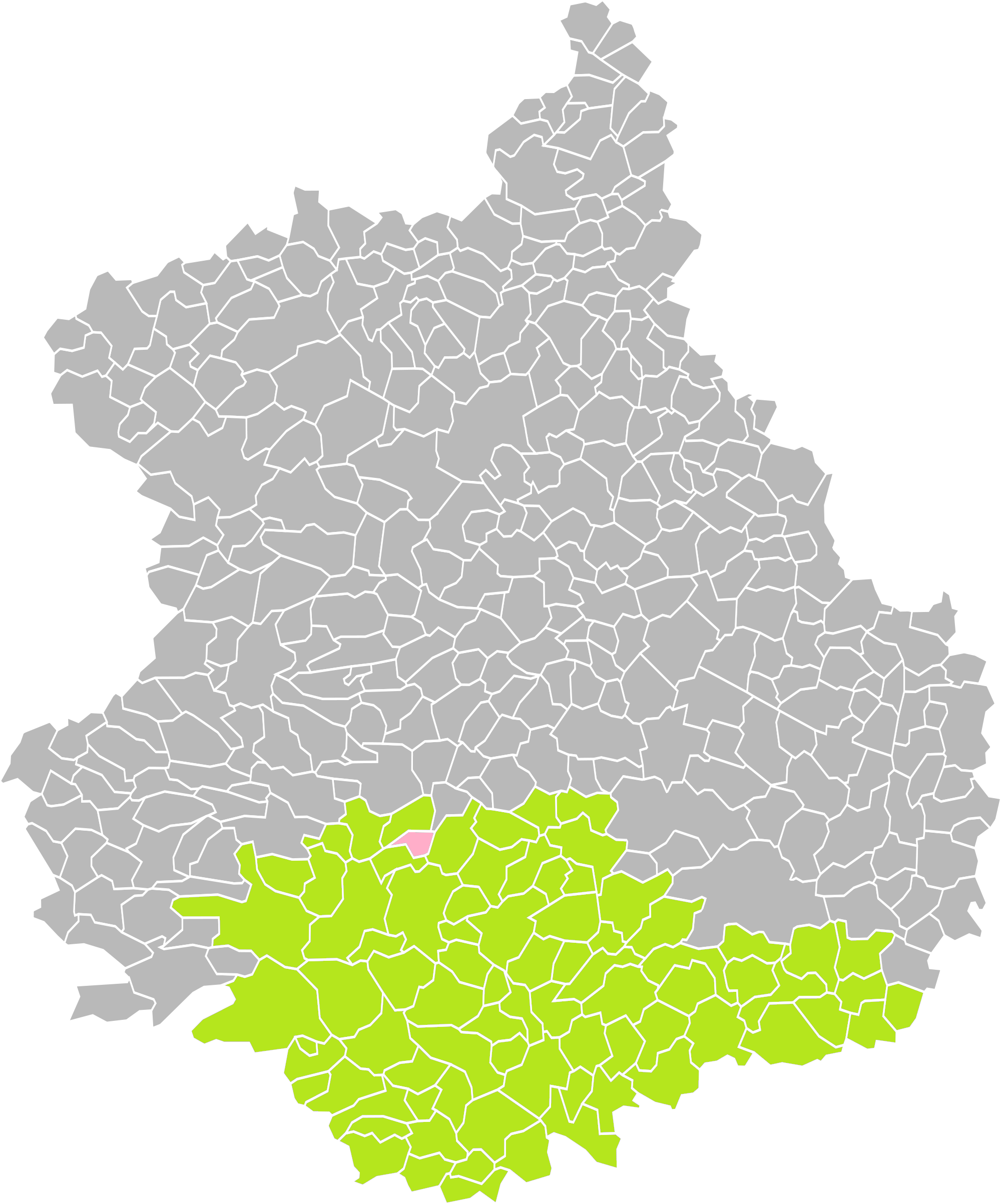
Mézières-au-Perche dans son arrondissement.
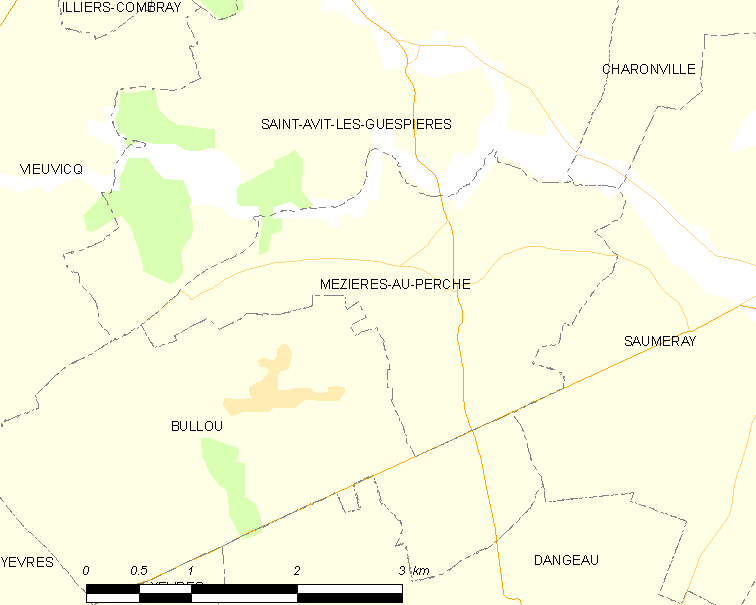
Carte de la commune de Mézières-au-Perche.

### Communes limitrophes
| Illiers-Combray | Saint-Avit-les-Guespières | Charonville |
| Vieuvicq        | Mézières-au-Perche        | Saumeray    |
| Bullou          | Dangeau                   |             |

### Hydrographie
La commune accueille le point de confluence de la rivière la Foussarde, avec le Loir, lui-même sous-affluent de la Loire par la Sarthe et la Maine.

## Toponymie
Le nom de la localité est attesté sous les formes « Terram quoque de Maceriis et de Cramisio et de Carcoo (Commune de Saint-Avit-les-Guespières) et de Monte Rahardi » vers 1070, Mesières en 1610, Mezière au XVIIIe siècle.

## Politique et administration
Par arrêté préfectoral du 29 septembre 2017, les communes de Bullou, de Dangeau et de Mézières-au-Perche, fusionnent le 1er janvier 2018 pour former la commune nouvelle de Dangeau. Cependant, cette commune nouvelle est partagée entre les cantons de Châteaudun et de Brou en raison de l'appartenance des anciennes communes de Bullou et de Mézières-au-Perche à ce dernier. Le décret du 7 novembre 2019 entraîne le rattachement complet du territoire de la commune nouvelle de Dangeau au canton de Châteaudun.

### Liste des maires
| Période                                  | Période          | Identité         | Étiquette | Qualité              |
| ---------------------------------------- | ---------------- | ---------------- | --------- | -------------------- |
| 1986                                     | 31 décembre 2017 | Dominique Prieur | SE        | Agriculteur retraité |
| Les données manquantes sont à compléter. |                  |                  |           |                      |

## Population et société

### Démographie
L'évolution du nombre d'habitants est connue à travers les recensements de la population effectués dans la commune depuis 1793. À partir du 1er janvier 2009, les populations légales des communes sont publiées annuellement dans le cadre d'un recensement qui repose désormais sur une collecte d'information annuelle, concernant successivement tous les territoires communaux au cours d'une période de cinq ans. 
Pour les communes de moins de 10 000 habitants, une enquête de recensement portant sur toute la population est réalisée tous les cinq ans, les populations légales des années intermédiaires étant quant à elles estimées par interpolation ou extrapolation. Pour la commune, le premier recensement exhaustif entrant dans le cadre du nouveau dispositif a été réalisé en 2007,.
En 2015, la commune comptait 133 habitants, en évolution de +3,91 % par rapport à 2010 (Eure-et-Loir : +1,94 %, France hors Mayotte : +2,49 %).
| 1793 | 1800 | 1806 | 1821 | 1831 | 1836 | 1841 | 1846 | 1851 |
| ---- | ---- | ---- | ---- | ---- | ---- | ---- | ---- | ---- |
| 241  | 260  | 284  | 265  | 330  | 353  | 390  | 374  | 343  |

| 1856 | 1861 | 1866 | 1872 | 1876 | 1881 | 1886 | 1891 | 1896 |
| ---- | ---- | ---- | ---- | ---- | ---- | ---- | ---- | ---- |
| 299  | 327  | 333  | 303  | 282  | 287  | 280  | 258  | 255  |

| 1901 | 1906 | 1911 | 1921 | 1926 | 1931 | 1936 | 1946 | 1954 |
| ---- | ---- | ---- | ---- | ---- | ---- | ---- | ---- | ---- |
| 248  | 245  | 235  | 218  | 210  | 196  | 190  | 176  | 189  |

| 1962 | 1968 | 1975 | 1982 | 1990 | 1999 | 2007 | 2012 | 2014 |
| ---- | ---- | ---- | ---- | ---- | ---- | ---- | ---- | ---- |
| 166  | 155  | 149  | 140  | 140  | 136  | 128  | 131  | 134  |

| 2015 | - | - | - | - | - | - | - | - |
| ---- | - | - | - | - | - | - | - | - |
| 133  | - | - | - | - | - | - | - | - |

## Culture locale et patrimoine

### Lieux et monuments
- Église Notre-Dame.

Lieux et monuments
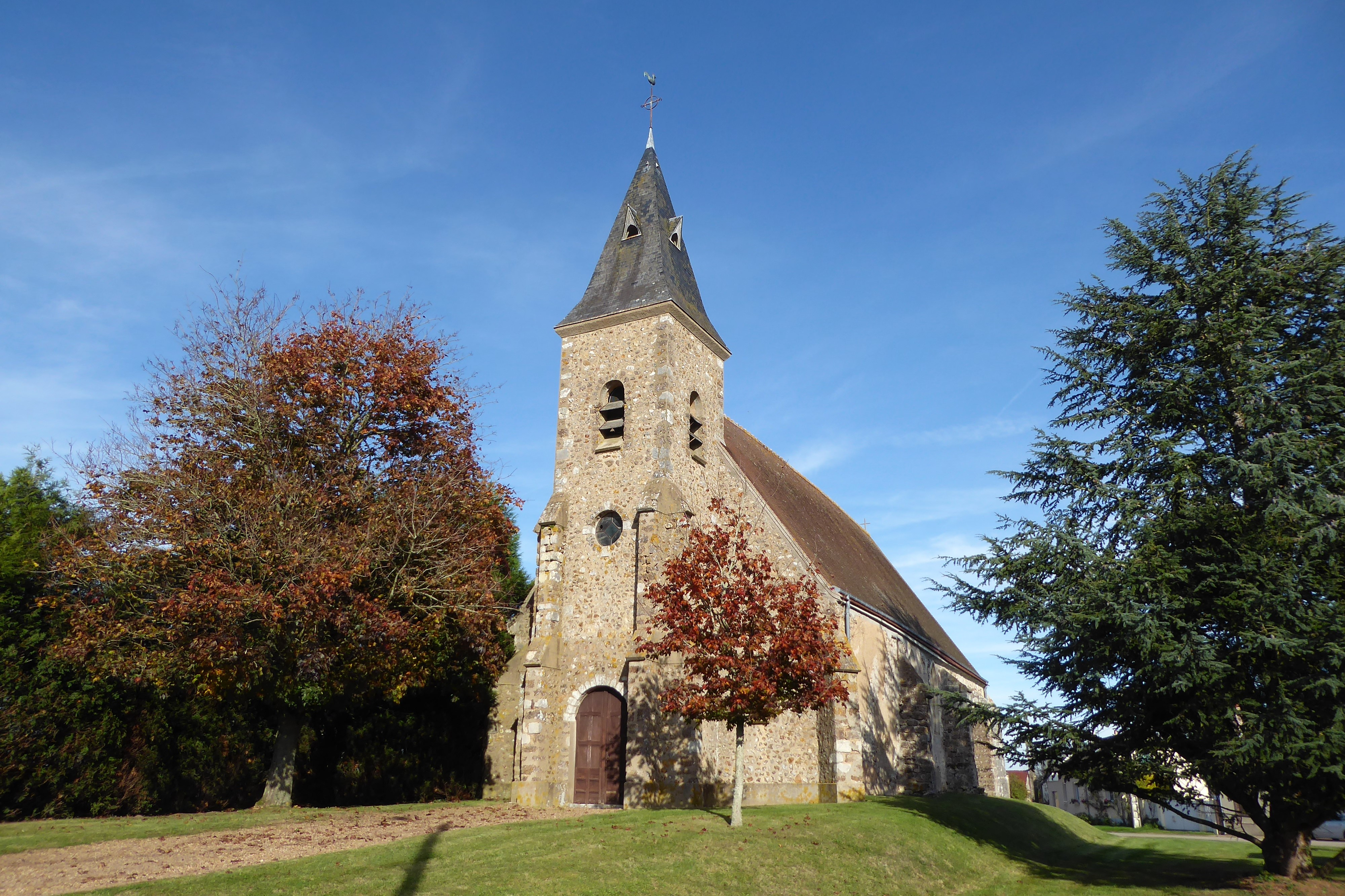
Tour ouest de l'église Notre-Dame.
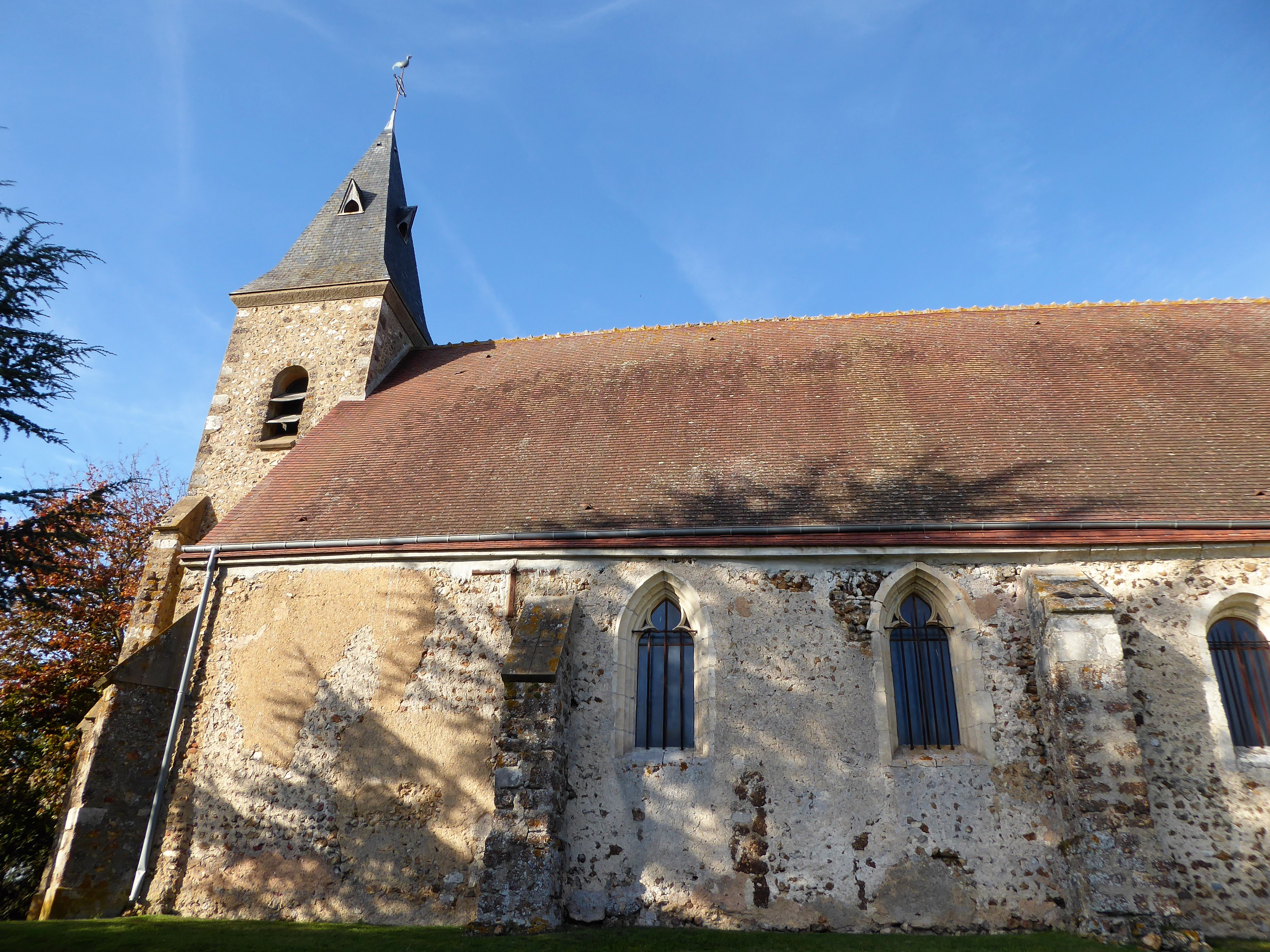
Mur sud de l'église.